# Fernando Ruano y Prieto
Fernando Ruano y Prieto, Vargas-Machuca y Muñoz-Cobo, Marqués de Liédena y Barón de Velasco (1876-c. 1958), fue un político, empresario y ganadero-agricultor español.

## Biografía
Fernando Ruano y Prieto nació en Arjona (Jaén, España) en 1876. Fueron sus padres Jerónimo Ruano y Vargas-Machuca, comisario regio de Agricultura, Industria y Comercio de Jaén, y Beatriz Prieto y Muñoz-Cobo, hija de José María Prieto y Bustamante, comendador de la Real Orden de Carlos III, jefe político de la provincia de Jaén, presidente de su Diputación y diputado a Cortes por esa misma provincia.
Desde joven tuvo una natural inclinación por el estudio, obteniendo el título de bachiller por el Instituto de Jaén en 1891 con calificación de sobresaliente. Siguiendo cierta tradición familiar optó por matricularse en Derecho, estudio que simultaneó con los de Filosofía y Letras, obteniendo en ambos el grado de licenciado por la Universidad de Salamanca en 1894. Culminó su formación en la Universidad Central de Madrid, obteniendo el título de doctor en ambas carreras en 1898.
Rehabilitó los títulos de barón de Velasco (1903) y marqués de Liédena (1906). Ostentó la baronía hasta el año 1923, en que la perdió en juicio de mejor derecho. Ingresó como caballero del Real Cuerpo de la Nobleza de Madrid el 8 de enero de 1900, del que fue su Diputado, Fiscal e Inspector de Uniformes y también fue admitido como caballero en la Real Maestranza de Caballería de Zaragoza.
Fue distinguido con la Gran Cruz de la Orden al Mérito Agrícola el 4 de marzo de 1910 y con la encomienda de la Orden de Isabel la Católica.

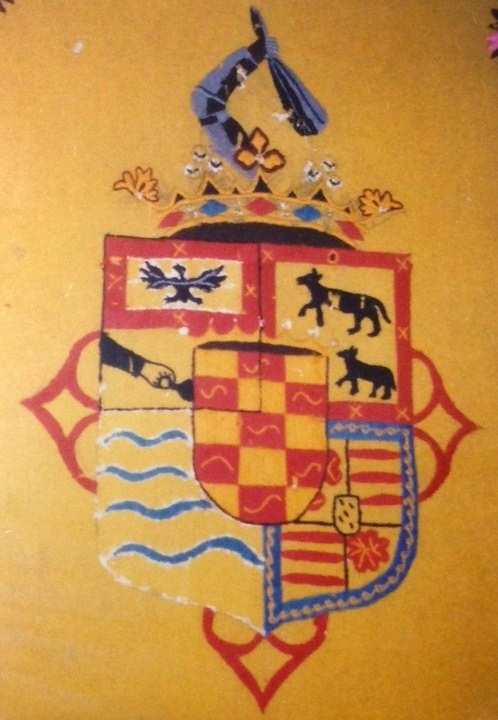
Repostero utilizado por Fernando Ruano y Prieto, marqués de Liédena y barón de Velasco.
Cuartelado (1.º), Ruano (2.º), Prieto (3.º), Vargas-Machuca (4.º) y Muñoz-Cobo. En escusón Velasco. Coronas de Marqués y Barón. Cimera: Vargas-Machuca. Cruz del Real Cuerpo de la Nobleza de Madrid.

Contrajo matrimonio en 1901 con María del Amparo Rodríguez y Rodríguez-Arias, hija y nieta de los senadores e industriales bejaranos Jerónimo Rodríguez Yagüe y Cipriano Rodríguez-Arias. Este matrimonio obtuvo nulidad matrimonial. Años más tarde contrajo matrimonio con María de los Dolores Barrón y del Real.
De su primer matrimonio tuvo un hijo:
- Jerónimo Ruano y Rodríguez-Arias (Madrid, 1902 - Cáceres, 1964).[8] Sucedió a su padre como VIII marqués de Liédena, si bien lo perdería en juicio de mayor derecho en 1959.[9]  Miembro de la Asociación de Hidalgos a Fuero de España, se casó en enero de 1927 en la iglesia de Nuestra Señora de la O del municipio de Navas del Madroño (Cáceres) con María del Carmen López de Tejada y Hurtado (m. 25 de noviembre de 1927),[10] hermana de Francisco López de Tejada y Hurtado, XVI Marqués de Monroy. Casó en segundas nupcias con María del Pilar de Burnay y Pacheco (m. Mérida, 1973),[11] nieta de Henrique Burnay, I conde de Burnay (Portugal). Con sucesión en ambos matrimonios. Fue propietario de varias fincas, entre ellas, El Vaqueril (Brozas), todavía en manos de sus descendientes.

Del segundo tuvo al menos una hija:
- María de la Victoria Ruano y Barrón.[12]

## Ganadero y agricultor
Si bien Ruano heredó un importante patrimonio rústico en Arjona y alrededores, lo acrecentó gracias a una correcta explotación del mismo. Su matrimonio con su primera mujer, Amparo, aumentó aún más sus bienes pues era la hija de unos de los mayores contribuyentes de la provincia de Cáceres y Salamanca de su época. 
Debido a su experiencia en este sector, fue nombrado director general de Agricultura en 1917, motivo por el cual se publicó una noticia en el diario La Correspondencia de España, que resume los principales hitos de Ruano, destacándose:
- Su pronta dedicación al sector agrario nada más concluir con su brillante formación universitaria, tomando parte activa como secretario, en el Congreso de Productores convocado por el insigne Joaquín Costa en Zaragoza.

- Participó de manera decisiva en todos los Congresos Agrícolas celebrado en España. Ganó más de un centenar de premios en la Exposiciones de Ganadería "con los ejemplares de toda clase de ganados presentados, productos obtenidos en sus grandes propiedades de Andalucía, Extremadura y Castilla, bajo su inteligente dirección, pues es ganadero, como cultivador."

- Además de discursos, ponencias y monografías, publicó una biografía titulada: La ganadería; Los transportes ferroviarios y la ganadería; Tablajeros y ganaderos.

- Fue Presidente de Honor de casi todos los Colegios Veterinarios de España

- Recibe por todo lo anterior y «En atención a los relevantes servicios prestados a la agricultura nacional»,[7] la Gran Cruz de la Orden al Mérito Agrícola en 1910.

## Político
Además de pertenecer a la oligarquía terrateniente de Arjona, contaba con importantes vínculos familiares en la Diputación de Jaén, así como en las Cortes y Senado en Madrid. Por tanto Ruano continuó la carrera política de su entorno familiar siendo elegido diputado a Cortes por el distrito de Albarracín (Teruel) en seis elecciones generales:
| Cortes | Apertura    | Legislaturas     | Juramento   | Disolución  | Fracción política |
| ------ | ----------- | ---------------- | ----------- | ----------- | ----------------- |
| 1910   | 15-VI-1910  | 1910-11; 1911-13 | 30-VI-1910  | 2-I-1914    | Liberal           |
| 1914   | 2-IV-1914   | 1914-15; 1915-16 | 28-VI-1914  | 20-III-1916 | Demócrata         |
| 1916   | 10-V-1916   | 1916-17; 1917    | 30-X-1916   | 11-I-1918   | Liberal           |
| 1918   | 18-III-1918 | 1918-1919        | 12-VI-1918  | 3-V-1919    | Prietista         |
| 1919   | 24-VI-1919  | 1919-1920        | 28-VII-1919 | 4-X-1920    | Demócrata         |
| 1923   | 29-IV-1923  | 1923             | 12-VI-1923  | 15-IX-1923  | Demócrata         |

Fue nombrado director general de Agricultura, Minas y Montes en 1917, cargo al que renunció a los pocos meses. Ese mismo año se le nombró inspector general de Enseñanza (1917), ambos en 1917 y con categoría de jefe superior de la Administración Civil. Asimismo fue elegido senador del Reino por la provincia de Teruel: 
| Senado | Legislaturas | Juramento | Disolución |
| ------ | ------------ | --------- | ---------- |
| 1921   | 1921-22      | 21-I-1921 | 6-IV-1923  |

Cuando estalló la Guerra Civil Española, quedó atrapado en Madrid, donde se adhirió en la clandestinidad a la Comunión Tradicionalista. 

## Obras
- Don Juan II de Aragón y el Príncipe de Viana: guerras civiles en los reinos de Aragón y Navarra durante el siglo XV (1897). Obtuvo premio de honor en el Certamen Escolar Nacional de Zaragoza.
- Anexión del reino de Navarra, en tiempos del Rey Católico. (1899)
- Don Martín de Acuña, capitán de arcabuceros. (1899)
- El condestable D. Ruy López Dávalos, primer Duque de Arjona. (1903)
- Cuarto Congreso de la Federación Agraria Bético-Extremeña y Canaria La Ganadería. (1904)
- La Espada de Pizarro y un hispanófilo escocés. (1941)